# Тодор Монов
Тодор Монов Тодоров е български писател и сценарист.

## Биография
Роден е на 6 юни 1928 г. в село Дерманци, Ловешко, в семейство на учители.  Внук е на Христо Чернопеев.
Завършва  българска филология в Софийския държавен университет през 1950 г. През 1962 – 1963 г. специализира кинодраматургия във ВГИК, Москва.
През 1955 г. е специален кореспондент на Радио София за Баташкия водносилов път. От декември 1959 г. работи като редактор в Българска кинематография. Драматург е на Варненския театър „Ст. Бъчваров” (1964). От 1972 до 1990 г. е сценарист към Студията за игрални филми. Публикува от 1947 г. –разказ във в. „Народна младеж”. Пише очерци и разкази за печата и радиото.
Член на БКП. Заместник-председател на Съюза на българските филмови дейци (1970 – 1972), член на Съюза на българските писатели.
Умира на 2 септември 1996 г. в Хисаря, като сам слага край на живота си.

## Творби

### Книги
- Вълнения (разкази, 1958)
- Смърт няма (роман, 1960, 1986)
- Вярност (повест, 1968)
- Снежен човек (роман, 1976)
- Вярност. Снежен човек (1978, 1988)
- Брегът и терасата (1988)

### Филмография
- Компарсита (1978)
- Ятаци (1974) – реж. Оскар Кристанов, съсценарист Христо Илиев – Чарли
- Майсторът (1972) – реж. Оскар Кристанов, съсценаристи Христо Илиев – Чарли и Оскар Кристанов
- 10 дни неплатени (1972)
- Осмият (1969)
- Смърт няма (1963)
- Хроника на чувствата (1962)